# Hermanci
Hermanci so naselje v Občini Ormož.